# 華夏西路駅
座標: 北緯31度9分10秒 東経121度30分48秒 / 北緯31.15278度 東経121.51333度
華夏西路駅（かかせいろえき）は中華人民共和国上海市浦東新区に位置する上海地下鉄6号線の駅である。

## 駅構造
- 相対式ホーム2面2線を有する地下駅。
- 駅構内は青緑色を基調にしている。

## 歴史
- 2007年12月29日 - 開業。

## 隣の駅
上海軌道交通
■6号線
高青路駅 - 華夏西路駅 - 上南路駅